# Fosse (België)
Fosse is een dorp in de Belgische provincie Luik en een deelgemeente van Trois-Ponts. Tot 1 januari 1971 was het een zelfstandige gemeente. Het dorp ligt in het zuiden van de deelgemeente. Toen Fosse nog een zelfstandige gemeente was, groeide het gehucht Trois-Ponts aan de Amblève en de Salm uiteindelijk uit tot de belangrijkste kern. Op 1 januari 1965 werden de gemeenten Fosse (inclusief Trois-Ponts) en Wanne gefusioneerd en kreeg de nieuwe gemeente de naam Trois-Ponts. Halverwege Fosse en Trois-Ponts ligt het gehucht Saint-Jacques.

## Demografische ontwikkeling
- Bronnen:NIS, Opm:1831 tot en met 1961=volkstellingen

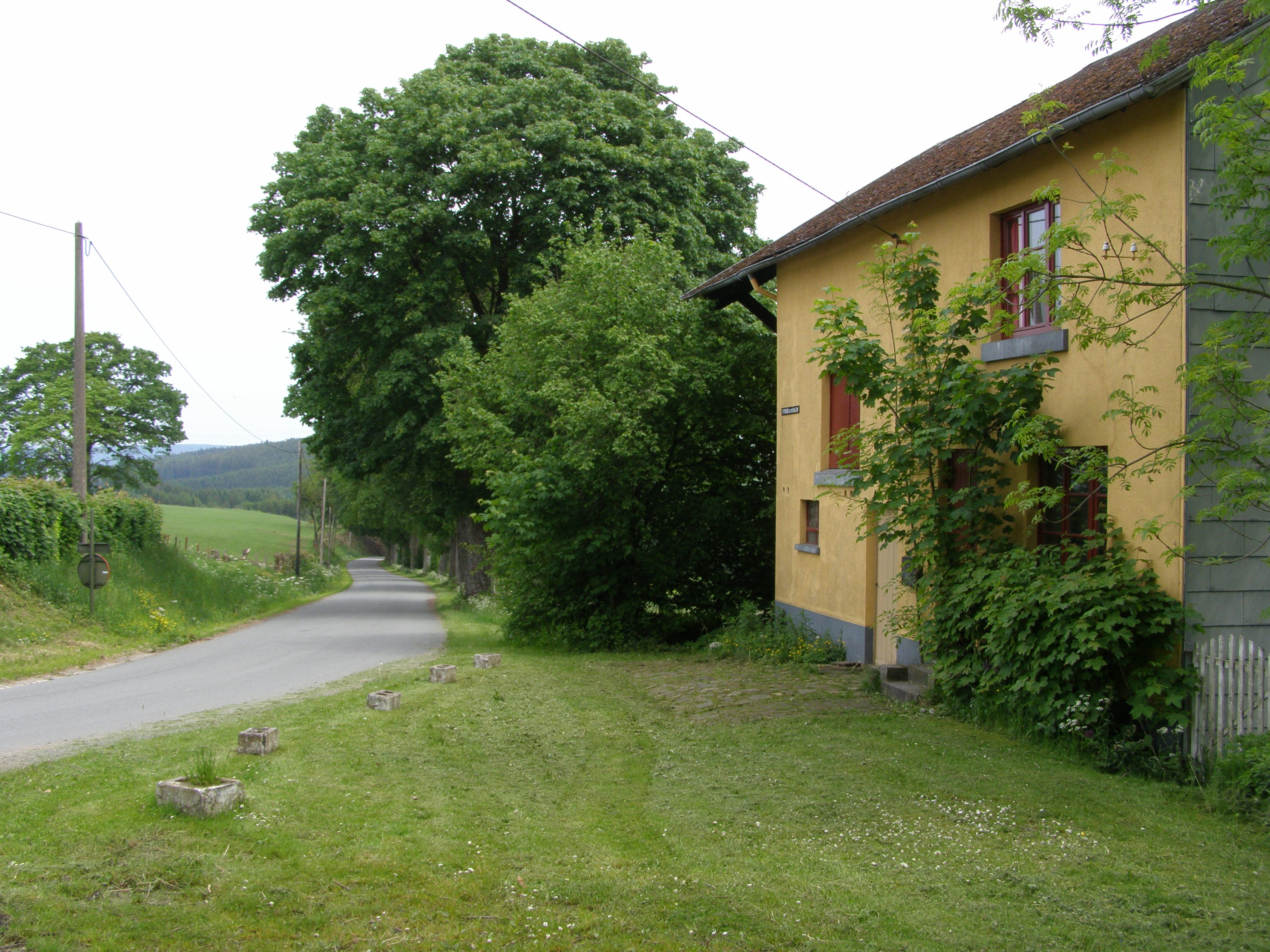
Weg in Fosse die leidt naar Saint-Jacques